# Dipsizgöl, İnegöl
Dipsizgöl là một xã thuộc huyện İnegöl, tỉnh Bursa, Thổ Nhĩ Kỳ. Dân số thời điểm năm 2011 là 776 người.